# Horor film
Horor film ili film strave (eng. horror film), filmski žanr koji pripada nadžanru fantastike, zajedno s fantastičnim i znanstveno-fantastičnim filmom. Cilj radnje je prenijeti na gledatelja osjećaj užasa i straha. Ikonografija je usko određena, a osnovna simbolika se temelji na borbi između dobra i zla. Horor filmovi se često spajaju s trilerom i znanstvenom fantastikom.
Najčešće teme horor filmova su susret čovjeka s mitološkim bićima poput čudovišta, demona, duhova, zombija, mumija, vampira, vještica i vukodlaka. Zlotvori su ponekad i ljudska bića, poput manijakalnih ubojica, fizički izobličenih psihopata, kanibala, zlih klauna, seksualnih devijanata, zlonamjernih kultova i slično. Atmosfera je mračna, tajnovita, ispunjena zebnjom i napetošću i radnja često uključuje stare ili napuštene uklete kuće i dvorce, stara groblja, maglovite predjele, podrume i tavane, motele i slična tjeskobna mjesta.
Razvoj filmova strave bio je pod jakim utjecajem književnosti, osobito kroz djela Frankenstein (1818.) Mary Shelley, kratkih priča strave Edgara Allana Poea, Neobičan slučaj dr. Jekylla i g. Hydea (1886.) R. L. Stevensona, Slika Doriana Graya (1890.) Oscara Wildea i Drakule (1897.) Brama Stokera.

## Podžanrovi horor filma
- film o čudovištima – podžanr horor filma u kojem su među glavnim antagonistima mitološka i druga čudovišta, poput čudovišta iz romana Frankenstein (1818.), autorice Mary Shelley
- nadnaravni film
- pronađena snimka film – podžanr kod kojeg se priča temelji na tzv. pronađenoj videosnimci koja iz prvog lica prikazuje što se dogodilo s nestalim osoba koje su povezane s tom snimkom
- slasher film – podžanr horora koji se bazira na sadističkim serijskim ubojicama koji masakriraju nedužne žrtve
- tinejdžerski horor film – podžanr u kojem su glavni protagonisti grupa tinejdžera koji se nađu u nekakvoj strašnoj situaciji koja prijeti njihovim životima
- ZF horor film – hibridni podžanr horor i znanstveno-fantastičnog filma, koji često ima za kulisu svemir, tuđinski planet, zastrašujuće izvanzemaljce i svemirski brod
- zombi horor – podžanr horor filma koji obrađuje temu zombi apokalipse

## Povijest horor filmova
Žanr se pojavio početkom 20. stoljeća u Europi, gdje se razvio tijekom 1910-ih i 1920-ih. Neki od ranih filmova žanra horora su Umorna smrt (1921.) Fritza Langa i Nosferatu (1922.) F. W. Murnaua. Horor filmovi se pojavljuju u SAD-u osobito tijekom 1920-ih i 1930-ih, a važniji redatelji su Tod Browning (1880. – 1962.), James Whale (1889. – 1957.) i Edgar G. Ulmer (1904. – 1972.), dok su istaknutiji filmovi Drakula (1931.), Frankenstein (1931.), Dr. Jekyll i G. Hyde (1931.), Mumija (1932.) i Nevidljivi čovjek (1933.).
Sredinom 1930-ih dolazi do dugogodišnje stagnacije u snimanju i kvaliteti ostvarenja žanra. Bilježe se uglavnom parodije i serije, a rijetke su iznimke filmovi Testament doktora Mabusea (1933.) i omnibus Gluho doba noći (1945). Tek od 1957. godine, dolazi do preporoda žanra horor filmova. Tijekom 1960-ih zapažena ostvarenja žanra ostvarili su Alfred Hitchock filmovima Psiho (1960.) i Ptice (1963.) te Roman Polanski filmovima Bal vampira (1967.) i Rosemaryna beba (1968.) i George A. Romero filmom Noć živih mrtvaca (1968.).
Od 1970-ih horor film se počinje uključivati u visokobudžetnu produkciju, da bi od 1980-ih i naročito od 1990-ih postao cijenjeni filmski žanr, jednake vrijednosti kao i ostali filmski žanrovi. Najvažnija ostvarenja 1970-ih i 1980-ih su filmovi Istjerivač đavola (1973.), Williama Friedkina, Teksaški masakr motornom pilom (1974.), Tobea Hoopera, Carrie, Briana De Palme, Noć vještica (1978.), Johna Carpentera, Osmi putnik (1979.), Ridleyja Scotta, Isijavanje (1980.), Stanleyja Kubricka, Petak 13. (1980.), Sean S. Cunninghama, Poltergeist (1982.), Tobea Hoopera, Stvor (1982.), Johna Carpentera, Strava u Ulici brijestova (1984.), Wesa Cravena, Izgubljeni dječaci (1987.), Joela Schumachera, Groblje kućnih ljubimaca (1989.), Mary Lambert.
Neki od važnijih filmova strave iz 1990-ih su Misery (1990.), Roba Reinera, prema priči Stephena Kinga, Drakula (1992.), Francisa Forda Coppole, Alien 3 (1992.), Davida Finchera, Intervju s vampirom (1994.), Neila Jordana, Vrisak (1996.), Wesa Cravena, Đavolji odvjetnik (1997.), Taylora Hackforda i Šesto čulo (1999.), M. Nighta Shyamalana.